# 拉塞尼艾戰役
拉塞尼艾戰役（俄語：Расейняйское сражение）是一場德意志國防軍第四裝甲軍團（由埃里希·霍普納指揮）與蘇聯紅軍第3摩托化軍（由艾列克西·庫爾京少將指揮）及第12摩托化軍（尼古拉·米哈伊洛維奇·謝斯塔波洛夫少將指揮）於立陶宛境內的考納斯西北方75公里處發生的一場裝甲戰鬥，戰役起因是蘇聯紅軍的西北方面軍指揮官庫茲涅佐夫希望消滅當時已經渡過尼曼河的德軍。戰役過後，蘇聯西北方面軍的裝甲部隊幾乎全軍覆沒，而德軍亦成功地為持續推進至道加瓦河的進攻之路掃除障礙。這是一場巴巴羅薩行動早期的重要戰役，蘇聯方面則稱之為邊境防禦作戰（1941年6月22日–27日），是波羅的海戰略防禦行動的一部分。

## 雙方兵力
由陸軍元帥威廉·馮·里布所領導的德意志國防軍北方集團軍在巴巴羅薩行動前原先駐紮在東普魯士，並是參與入侵蘇聯的三個主要集團軍之一。北方集團軍下轄第16軍團、第18軍團以及由埃里希·霍普納領導的第四裝甲軍團。總體來說，部署在拉塞尼艾附近的德軍擁有20個步兵師、三個裝甲師及三個摩托化步兵師。空中支援是由第1航空隊負責。
蘇聯在其控制的波羅的海區域施行特殊的波羅的海軍區，北方集團軍入侵該區域後，這裡便由西北方面軍駐守，由庫茲涅佐夫上將指揮。西北方面軍的兵力有第8及第11集團軍，還有第27集團軍擔任預備隊。整體而言，蘇聯的西北方面軍擁有28個步槍師、4個裝甲師以及2個摩托化師。

## 作戰行動
北方集團軍旗下的第四裝甲軍團以兩個裝甲矛頭作為進攻主力，分別是第41裝甲軍及第56裝甲軍。他們的目標是渡過尼曼河及道加瓦河，這兩條河流是北方集團軍推進至列寧格勒前最難克服的天然屏障。
德軍轟炸機摧毀了許多信號站及通訊站、海軍基地和蘇聯空軍機場。從里加到克隆斯塔，德軍大規模轟炸希奧利艾、維爾紐斯及考那斯內精心挑選過的戰略目標。蘇聯軍機在德軍發動轟炸前一小時就已經得到警告，但他們的機場設施在德軍的第一波轟炸行動中便被摧毀。
6月22日上午9時30分，費奧多爾·庫茲涅佐夫上將命第3及第12摩托化軍就反擊位置，企圖攻擊已經突破至杜比薩河的第四裝甲軍團側翼，不過並未成功。接近中午時，蘇聯軍隊開始後撤，德軍主力於是開始向拉塞尼艾推進；拉塞尼艾也是庫茲涅佐夫為了翌日大規模反攻而集結裝甲部隊的地點。接近傍晚時，蘇聯軍隊已經撤退至杜比薩河。與此同時在考那斯的西北方，埃里希·馮·曼施坦因所領導的第56裝甲軍的前導部隊已經抵達杜比薩河，並經由阿廖加拉公路高架橋橫渡了該河。如果曼施坦因的部隊當時沒有越過杜比薩河，德軍的裝甲部隊很可能會被困在一個天然的大型反戰車壕中而動彈不得。同時間在維爾紐斯的西南方，第三裝甲軍擊潰了蘇聯第11集團軍，並渡過尼曼河。
6月22日結束時，德軍的裝甲矛頭已經渡過尼曼河並推進了80公里。次日，庫茲涅佐夫命令他的裝甲部隊進行反擊。在拉塞尼艾附近，第41裝甲軍遭到來自第3及第12摩托化軍數輛戰車的反擊。然而庫茲涅佐夫集結裝甲部隊的舉動被德國空軍發現，後者並立刻發起大規模的空中攻勢掃除位於希奧利艾西南方第12摩托化兵團的裝甲主力。這次攻勢沒有受到任何蘇聯戰機的反制，並取得了豐碩的戰果。蘇聯第23裝甲師承受了特別巨大的損失，他們遭到來自第1航空隊Ju 88轟炸機的低空飛行攻擊，引燃了40輛車輛，包括戰車及卡車。這場戰役持續了4天。

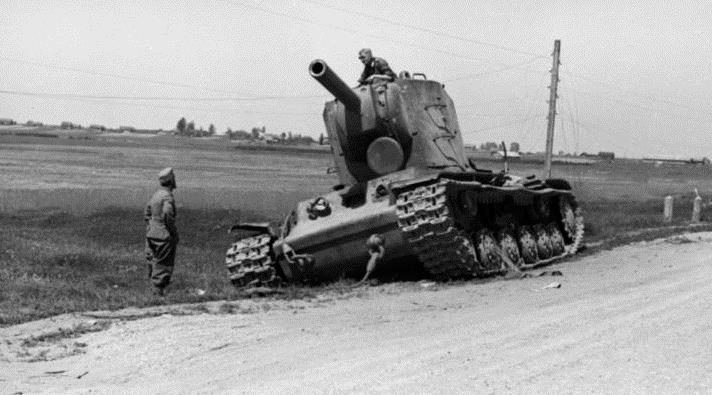
一輛KV-2坦克。戰役中，一輛這種款式的KV-2單獨拖住了整個第6裝甲師

德軍也在拉塞尼艾首次遭遇裝備KV重型坦克的部隊。6月23日，蘇聯第3摩托化軍旗下由葉格·索連京將軍指揮的第2裝甲師在斯考德維萊附近擊敗了德軍第6裝甲師的部分部隊。德軍的LT-35戰車及反戰車武器對蘇聯的重型坦克毫無作用，這些重型戰車有些根本沒有彈藥，它們會透過碾壓來摧毀德軍的戰防炮。德軍摧毀蘇軍重戰車的方式是先透過射擊其履帶來癱瘓它，接著用戰防炮或高射炮等各式炮火來將之擊毀，有時也會使用黏著彈等高爆炸藥來摧毀它們。一份來自圖林根第1裝甲師的紀錄描述了這場戰鬥：
我們在這裡首次見到的KV-1和KV-2戰車，真有兩把刷子！我們的部隊從大約800碼外的距離開火，但對這些戰車依然無效。我們不斷靠近敵軍，而他們也不斷靠近我們。很快的我們之間便只有50到100碼的距離了。我們相互開火，看起來我軍是沒有任何勝利的可能。蘇聯坦克繼續前進，所有的穿甲彈都不斷彈開。我們面臨到蘇聯戰車擊破第1裝甲兵團正面並衝入步兵陣地的危險。我們的裝甲部隊於是調頭追擊這些KV-1和KV-2。在那場戰鬥中，我們成功的使用一些特殊用途彈藥在大約30到60碼的近距離癱瘓一些坦克。我軍接著實施反擊，俄國人被擊退。我們建立了一道防禦陣線，防禦性作戰也持續進行著。
翌日，一輛KV-2坦克切斷了通往拉塞尼艾的一處交叉路口，阻擋了已在杜比薩河沿岸建立橋頭堡的第6裝甲師的推進。這輛KV-2單獨阻止了第6裝甲師的進攻，並擋下了各式反坦克武器的炮火，直到最終耗盡彈藥為止。
在南方，到了6月23日時，第11軍團的指揮官莫洛佐夫中將命令他的部隊撤退至位於考那斯的尼曼河舊要塞，並向西北移動30英里（約48公里）至約納瓦。至6月25日傍晚時，蘇聯第8軍團已撤退至里加附近，而第11集團軍則在維爾紐斯往陶格夫匹爾斯的路途上。
6月26日，德意志國防軍第41裝甲軍第1裝甲師及第36摩托化步兵師還有其餘的步兵師會合並截斷了蘇聯裝甲部隊的後路。紅軍第3摩托化兵團已經用光了燃料，索連京將軍的第2裝甲師被包圍且幾乎被殲滅。第5裝甲師及第84摩托化步槍師則因為大量的人力及車輛耗損而嚴重缺乏戰力。第12摩托化兵團雖然即時撤出包圍圈，但也嚴重缺乏油料與彈藥。
蘇聯海軍的波羅的海艦隊撤出位於利耶帕亞及文茨皮爾斯的基地，到了6月26日更全面撤出里加。與此同時，曼施坦因的第56裝甲團迅速推進至北德維納河並通過一次出乎意料的行動控制了河上的橋梁。

## 戰役後續
在控制了北德維納河並攻陷陶格夫匹爾斯後，第56裝甲團的先頭部隊積極地想要擴大戰果。6月25日，謝苗·鐵木辛哥元帥命庫茲涅佐夫中將策畫北德維納河西岸的防禦行動。其中，從里加到利瓦尼的河流右岸會由第8集團軍防守，利瓦尼至克拉斯拉瓦段則交由第11集團軍駐守。庫茲涅佐夫中將也決定投入預備隊－由尼古拉·别尔扎林少將指揮的第27集團軍。柏薩林少將被要求將他的部隊由希烏馬島、薩雷馬島及里加撤出，並前往陶格夫匹爾斯。同時間，紅軍最高指揮部決定抽調駐紮於莫斯科軍區的列勒申科少將第21摩托化兵團前往支援第27集團軍的行動，列勒申科的部隊擁有98輛坦克及129門火砲。
6月28日清晨5時正，在庫茲涅佐夫中將的命令下，列勒申科的部隊攻擊並意圖摧毀德軍位於陶格夫匹爾斯附近的橋頭堡。曼施坦因先是按兵不動，翌日即沿著陶格夫匹爾斯-奧斯特羅夫高速公路發動攻擊。而在里加，德軍於6月29日下午經由鐵路橋梁越過了北德維納河。到了6月30日，蘇聯軍隊開始從河的右岸撤出，7月1日撤往愛沙尼亞。德軍現在獲得了一個大好機會：只要立刻向前推進，紅軍幾乎不可能守得住列寧格勒。然而，命令要求裝甲部隊等待步兵趕上，而步兵花了近一個禮拜才到達。
戰役後，庫茲涅佐夫中將被鐵木辛哥元帥撤除方面軍指揮官的職務，並由第8集團軍司令索班尼科夫少將於7月4日接替。鐵木辛哥接著下了一道命令：由於道加瓦河失守，紅軍前線部隊必須不計代價守住下一道天然屏障-韋利卡亞河。普斯科夫於7月9日晚間淪陷，第11集團軍於是奉命移往德諾。西北戰線的瓦解及德軍對盧加的掃蕩對紅軍造成重大打擊。第8集團軍則被德軍趕往芬蘭灣。然而德軍暫停了攻勢，使蘇聯得以將更多部隊送往被圍的列寧格勒，而列寧格勒戰役就此注定會是一場長久而艱困的圍城戰。

### 引用
1. ↑  Chris Bishop, German Wehrmacht Panzer Divisions 1939-1945, 2005, p66
2. ↑  Brian Taylor, Barbarossa to Berlin - A Chronology of the Campaigns on the Eastern Front 1941-1945, 2003, p14
3. 1 2  David Glantz, The Battle for Leningrad 1941-1944, 2002, p32
4. 1 2  Glantz, Stumbling Colossus, 1998, p155-p156
5. ↑  Christer Bergstrom, 'Barbarossa - The Air Battle: July–December 1941, 2007, p23
6. ↑  Steve Newton, Panzer Operations on the Eastern Front - The Memoirs of General Raus, 2003, p. 33
7. ↑  Steve Newton, Panzer Operations on the Eastern Front - The Memoirs of General Raus, 2003, p13
8. ↑  Zaloga 1995, pp 17–18.
9. ↑  Steve Newton, Panzer Operations on the Eastern Front - The Memoirs of General Raus, 2003, p21-p25
10. ↑  Hitler Moves East by Paul Carrell 1964 pp 23-24
11. ↑  Zaloga 1995, pp 18–19.
12. ↑  Steve Newton, Panzer Operations on the Eastern Front - The Memoirs of General Raus, 2003, p33
13. ↑  David Glantz, The Battle for Leningrad 1941-1944, 2002, p33
14. ↑  Boyevoye Doneseniye No.1, HQ North-western Front, 2 July 1941, 24:00// Sbornik boyevykh dokumentov vol. 34, Moscow, Voyennoye Izdatelstvo Ministerstva Oborony, 1958 and E. Drig, "Mekhanizirovannye korpusa RKKA v boyu", AST, Moscow, 2005 , via http://rkkaww2.armchairgeneral.com/formation/mechcorps/3mk.htm （页面存档备份，存于）
15. ↑  Glantz, Stumbling Colossus, 1998, p126
16. ↑  Glantz, Stumbling Colossus, 1998, p128